# Jolyne Gollmitzer
Jolyne  „Schlien“ Gollmitzer (* 7. Mai 1982 in München als Jolyne Klützmann; früher bekannt als Schlien Schürmann aka Jolly MacKay) ist eine deutsche Hörfunkmoderatorin und Journalistin.

## Leben und Karriere
Jolyne Gollmitzers Vater ist der schottische Musiker Don Adams. In ihrer Jugend besuchte sie das Elly-Heuss-Gymnasium in Weiden in der Oberpfalz, bevor sie seit 2000 begann, bei verschiedenen Regionalsendern (Radio Ramasuri, Funkhaus Regensburg, Unser Radio Deggendorf) und ab 2007 für den Kinderfunk „radiomikro“ bei Bayern 2 zu arbeiten.
2012 kam sie zum Hörfunk-Jugendangebot PULS des Bayerischen Rundfunks. Dort moderierte sie von 2013 bis 2019 regelmäßig die Sendung „Netzfilter“ und ab 2015 auch auf B5 aktuell das „Netzmagazin“, die Themen rund um das Internet und den digitalen Alltag behandeln. Des Weiteren präsentiert sie seit 2013 im PULS Tagesprogramm den Vormittag bzw. Nachmittag. Von Anfang 2017 bis Ende 2018 moderierte sie die Sendung „Spätschicht“ auf Bayern 3 zusammen mit Andi Christl und im Wechsel mit Verena Fiebiger und Roger Rekless.
Seit 2019 ist sie als Schlien (Gollmitzer) außerdem Teil des Teams hinter Eltern ohne Filter, einem Podcast und Instagram-Kanal von Bayern 2.
Gollmitzer ist seit 2020 mit dem Schlagzeuger Stefan Gollmitzer verheiratet und lebt mit ihren beiden Kindern in München.